# Tarutung Panjang
Tarutung Panjang is een bestuurslaag in het regentschap Mandailing Natal van de provincie Noord-Sumatra, Indonesië. Tarutung Panjang telt 594 inwoners (volkstelling 2010).